# 黑普施泰特
黑普施泰特是德国下萨克森州的一个市镇。总面积29.96平方公里，总人口1052人，其中男性526人，女性526人（2011年12月31日），人口密度35人/平方公里。